# Oh Aaron
Oh Aaron es el tercer álbum de estudio del cantante pop estadounidense Aaron Carter, lanzado en 2001. El álbum presenta tres colaboraciones con No Secrets y su hermano mayor, Nick Carter. Aunque no fue tan exitoso como su segundo álbum, encontró éxito en Estados Unidos, llegando al número 7 y fue certificado Platino por RIAA.
Oh Aaron fue acompañado por un concierto DVD del mismo nombre, que fue lanzado el 26 de marzo de 2002, e incluye imágenes de su concierto de 2001 en Baton Rouge, Luisiana, como también vídeos musicales y entrevistas.

## Lista de canciones
1. "Oh Aaron" (Kierulf/Schwartz/Goldmark) con Nick Carter & No Secrets – 3:17
2. "Not Too Young, Not Too Old (con Nick Carter)" (Lucas Secon,Mickey Power) – 3:07
3. "Stride" (Jump on the Fizzy) (con No Secrets) (Kierulf/Schwartz/Prestopino/Wilder) – 3:14
4. "Come Follow Me" (Power/Secon) – 3:04
5. "I Would" (Kierulf/Schwartz/Goldmark) – 3:07
6. "Baby It's You" (Bushell/Cook/Copeland/Dane) – 3:06
7. "I'm All About You" (Mueller/Goldmark) – 3:41
8. "The Kid in You" (Butler/Goldmark) – 3:25
9. "Hey You" (Cook/Copeland/Dane) – 2:55
10. "Cowgirl (Lil' Mama)" (Terrell) – 3:37
11. "Preview Track" – 1:25

## Sencillos
- "Oh Aaron"
- "Not Too Young, Not Too Old" - 3 de septiembre de 2001
- "I'm All About You"

## Ventas del álbum
- Semana 1: 133,000 (133,000)
- Semana 2: 77,000 (210,000)
- Semana 3: 59,000 (269,000)
- Semana 4: 45,000 (314,000)
- Semana 5: 30,000 (344,000)
- Semana 6: 28,000 (372,000)
- Semana 7: 25,000 (397,000)

 y ha vendido más de un millón de copias hasta la fecha.